# Malvi, Hagaribommanahalli
Malvi là một làng thuộc tehsil Hagaribommanahalli, huyện Bellary, bang Karnataka, Ấn Độ.